# Quercus organensis
Quercus organensis är en bokväxtart som beskrevs av William Trelease. Quercus organensis ingår i släktet ekar, och familjen bokväxter. Inga underarter finns listade.